# Erysthia
Erysthia là một chi bướm đêm thuộc họ Noctuidae.